# マッティ・ルンド・ニールセン
マッティ・ルンド・ニールセン（Matti Lund Nielsen, デンマーク語発音: [ˈnelsn]マッティ・ルン・ネルスン, 1988年5月8日 - ）は、デンマーク・オーデンセ出身の元サッカー選手。現役時代のポジションはMF。

## 経歴

### クラブ
地元のクラブ、オーデンセBKでプロデビュー。2010年1月からはFCノアシェランでプレーしていたが、2011年12月にセリエBのデルフィーノ・ペスカーラ1936の入団テストを受け合格。翌2012年1月に移籍すると、すぐに定位置を確保してチームのセリエA昇格に貢献した。
2015年9月19日、古巣であるオーデンセにシーズン終了までの契約で復帰。翌年2月3日、エリテセリエンのサルプスボルグ08に加入することが発表された。
2020年1月7日、セリエCのレッジーナ1914に1年半の契約で移籍した。
2020年9月22日、FCプロ・ヴェルチェッリに移籍した。

### 代表
U-17を皮切りとして各年代別のデンマーク代表に名を連ね、2011年には母国で開催されたUEFA U-21欧州選手権に出場している。

## タイトル
ノアシェラン
- デンマーク・スーペルリーガ : 2011-12
- デンマーク・カップ : 2009-10, 2010-11

ペスカーラ
- セリエB : 2011-12